# Орхеј
Орхеј (молд. Орхей, јид. אוריװ) је град и седиште Орхејског рејона, удаљен 40 km северно од Кишињева.

## Историја
Град добија име по истоименој средњовековној тврђави која се некад налазила око 16 km од данашњег града, на реци Раут, а коју су уништили Кримски Татари у периоду између 14. и 16. века. Представљао је турски војни центар северне Бесарабије до 1812. године када је постао део Руске Империје.
Као и остатак Бесарабије, Орхеј је постао део Краљевине Румуније након Првог светског рата и био је окупиран од стране Совјетског Савеза 1940. године. Био је потпуно разорен августа 1944. године у Јаши-кишињевској офанзиви и поново је обновљен након рата. Улази у састав Републике Молдавије 1991. године.
Према једној теорији, назив места је изведен из мађарске речи Őrhely што значи „осматрачница”, када су мађарске снаге y 13. веку изградиле низ одбрана на том подручју.

## Становништво
Према проценама из 1920. године, популација је бројала 25,000 становника. У то време, две трећине становништва су чинили Јевреји. Преостало становништво су били Руси, Румуни и Рутени. Већина становника говори румунски и руски. У граду постоји једна школа у којој се настава одвија на руском језику.

## Привреда
Орхеј је било прво место у тадашњој Бесарабији које је имало успеха у дуванској индустрији. Подручје је такође познато по производњи вина.

## Религија
Орхеј је био дом многих Јевреја пре Другог светског рата и има велико јеврејско гробље. Данас је остала само једна активна синагога. Највећи број верника је православне вере. У мањем проценту су заступљени и баптисти, католици, адвентисти, мормони и јеховини сведоци.

## Спорт
Милсами Орхеј је молдавски фудбалски клуб из Орхеја. Највећи успех је постигао освајањем Купа Молдавије 2014. године.

## Знамените личности
- Паша Парфени, певач
- Давид Кнут, песник
- Илије Катарау, војник
- Михаил Макулецки, политичар
- Родика Маху, новинарка

## Међународни односи
Орхеј је побратимљен са:
- Биказ, Румунија
- Пјатра Њамц, Румунија

## Галерија
- Трг Василија Лупуа
- Аутобуска станица
- Дом културе
- Споменик жртвама холокауста